# بريدي بومهوف
بريدي بومهوف (بالنرويجية البوكمول: Brede Bomhoff)‏ هو لاعب كرة قدم نرويجي في مركز الدفاع، ولد في 30 يوليو 1976 في شين في النرويج. لعب مع نادي أود.